# サン・マルコ財務官

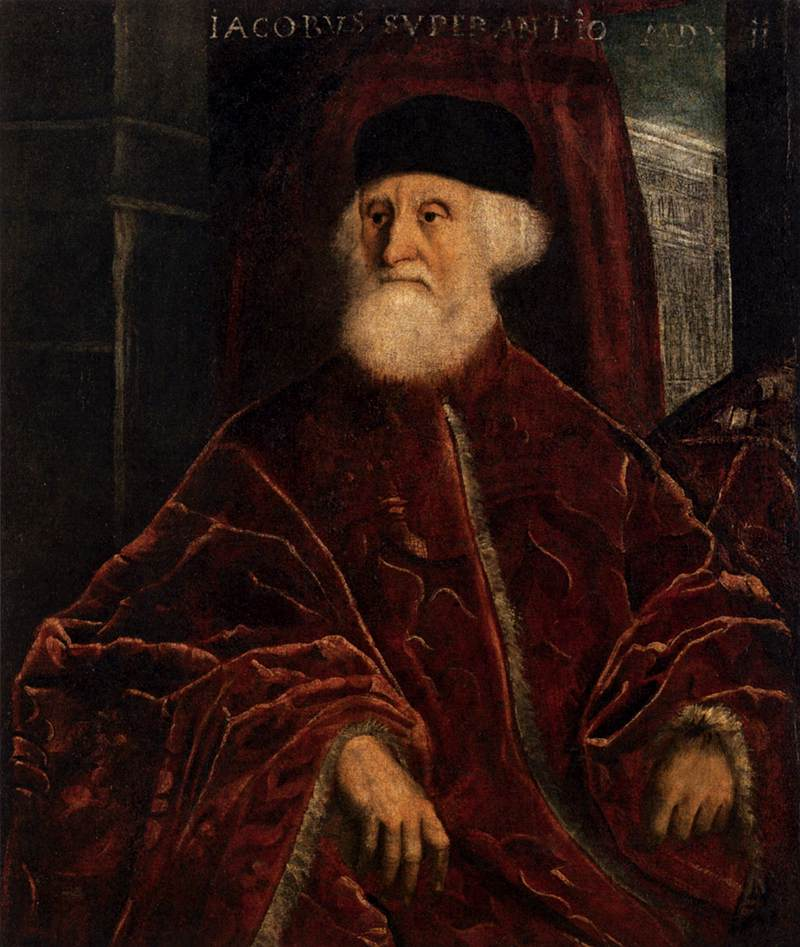
1522年にサン・マルコ財務官に選ばれた『ヤコポ・ソランツォの肖像』（1550年）、ティントレット作。

サン・マルコ財務官（ヴェネト語：Procurador de San Marco）は、ヴェネツィア共和国の政府において数少ない終身雇用の官職であり、その威信において「ドージェ」に次ぐものであるとされていた。 この地位は、有力な家柄に属するヴェネツィア貴族によって占められ、通常、輝かしい政務経歴の頂点を意味するが、ドージェに選ばれる前段階の途中職であることも少なくない。

## 起源
サン・マルコ財務官は、9世紀に1人の財務官オペリス・サンクティ・マルシ が任命され、公爵礼拝堂であるサン・マルコ教会の管理においてドージェを補佐したことが起源である。 時が経つにつれて、財務官の数は増えていき、1231年には2人、1259年には3人となった。 1261年以降、4人の財務官が存在し、そのうち2人デ・スプラ (エクレシアム・サンクティ・マルシー)はサン・マルコ教会の財政管理・維持・装飾・そして宝庫の責任を負った。他の2人はデ・サブタス・スーパー・コミッサリスと呼ばれ、宗教団体や慈善団体のための敬虔な寄付として設けられた信託資金を管理した。 1319年には6人の財務官がいたが、1443年には9人になった。 この9人は「デ・スプラ」、「デ・シトラ」、「デ・ウルトラ」という3つの役職に分けられていた 。
1516年、カンブレー同盟戦争からの経済復興のため、財政難の際には国庫への寄付と引き換えに臨時の財務官総督を設置できるようになった。 これは、権威ある称号の売却に相当するものであった。その後、財務官の数は変化し、1521年には18名となった。 時には40人にまで増えたこともあった。 また、役職の効率的な売却により、若く野心的な貴族がすぐに高官に上り詰め、結果的に大きな影響力を発揮することが可能となった。16世紀には、特にアントニオ・カッペロ、ヴェットーレ・グリマーニ、フェデリコ・コンタリーニ、アンドレア・ドルフィンがこの役職を購入した。

## 選出方法

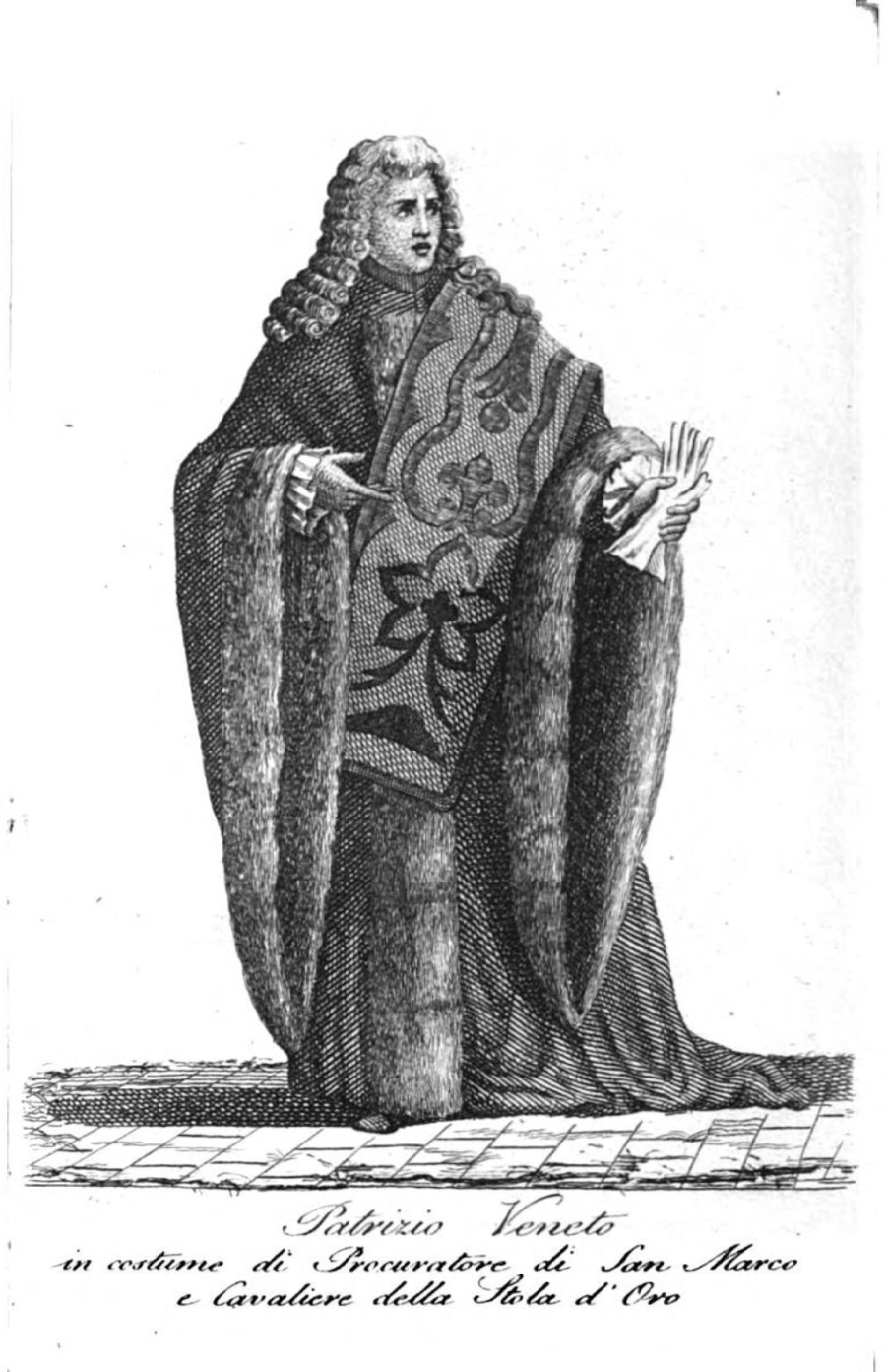
サン・マルコ財務官と黄金のストール騎士団の衣装を着たヴェネツィアの貴族

最初の財務官はドージェによって選ばれた。しかし1231年以降、総督はヴェネツィア共和国大評議会によって選出されるようになった。

## 役割
1453年以降は、投票権を持つヴェネツィア元老院の議席が確約され、関連する公的名誉に加え、財務官の地位はヴェネツィアの政界において重要な役割を果たすことになった。 財務官は、外国への大使派遣のほか、すべての貴族に課せられたヴェネツィア本土や海外領土を含む政治的任命を受ける義務から解放され、市内での存在感を確保することができた。 また、莫大な資本の管理、商業・民間不動産への投資、国債、証券、預金への投資を通じて経済・金融面での影響力を持つ役職となった。 また、ドージェ宮殿を除くサン・マルコ広場周辺の公共建築物（収入源として貸し出される商店、食堂、住居など）の建設・維持・管理も、財務官（デ・スプラ）の責任であった。『リドッティ』と呼ばれる財務官の執務室は、サン・マルコ広場にあるマルチャーナ図書館の上階にあった。

## 現在の財務官
1797年のヴェネツィア共和国が崩壊した際も、サン・マルコ教会の管理職は廃止されなかった。その代わり、ヴェネツィア総主教の権限の下、サン・マルコ教会の資産における責任を持つ財務官が残った。
1931年にイタリアのヴィットーリオ・エマヌエーレ3世が発布した勅令によって、その地位が確約された。現在は7人の財務官がおり、財務官ははサン・マルコ第一財務官（Primo Procuratore di San Marco）の称号を持っている。 財務官たちは建築家や技師達と密接に協力し、サン・マルコ教会の歴史的保存を図っている。